# Тиононтати
Тиононтати (на английски: Tionontati) или Петуни е северноамериканско индианско племе, което в началото на 17 век живее в планинския район югозападно от залива Нотосага, до югоизточния бряг на езерото Хюрън. В почти всяко отношение, включително езиково, културно и по начин на живот са идентични с хуроните. Езика им е ирокезки, почти идентичен с един от диалектите на хуроните. Въпреки тези прилики и близки отношения с хуроните, тиононтатите винаги поддържат отделна политическа независимост. Партньорството между двете племена се изразява само в търговията и по време на война. След като ирокезите разгромяват хуроните в началото на 1649 г., много хурони намират убежище при тиононтатите, което провокира нова ирокезка атака. През декември 1649 г. тиононтатите също са разгромени. Около 1000 тиононтати и хурони успяват да се спасят и бягат на запад до Грийн Бей, където впоследствие формират новото племе виандот.

## Име
Името тиононтати идва от хуроните и означава от „другата страна на планината“. Негови вариации са „конкандииронон“, „киононтати“ и „киононтатеронон“. В историята остават известни с френското си име „Женс дьо Петун – народа на тютюна“, което по-късно е съкратено само до Петун.

## История
Като всички ирокезки народи, тиононтатите са предимно земеделци, но за разлика от хуроните например, те отглеждат много тютюн, който използват в търговията. Въпреки че са в близки отношения, преди 1610 г. хуроните и тиононтатите воюват помежду си. В резултат на френската търговия с кожи, след 1610 г. двете племена прекратяват военните действия и стават близки съюзници и търговски партньори. През 1615 г. Самюел дьо Шамплейн предприема дълго пътуване на запад от Квебек до селата на хуроните. На следващата година той се среща и с тиононтатите. Тогава племето наброява около 8000 души. Французите са посрещнати с въодушевление заради техните стоки, но мисионерите, които пътуват с тях не са добре дошли и са поканени да напуснат земите им. Мисионерите се завръщат отново през 1640 г. и в рамките на няколко години успяват да основат мисия във всяко село на тиононтатите. Като всяко друго племе, което участва в търговията с французите, тиононтатите скоро унищожават всичкия дивеч с ценна кожа в територията си. Хуроните се снабдяват с кожи от северните племена, но на тиононтатите се налага да навлизат все по-често в Долен Мичиган да ловуват. Въоръжени с новите огнестрелни оръжия и в съюз с неутрал и отава, тиононтатите постепенно започват да избутват алгонкинските племена на запад след 1630 г. Тези конфликти за ловни територии слагат началото на Бобровите войни (1629 – 1701) в западните части на Големите езера. След 1640 г. тиононтатите и техните съюзници са пред голяма война с Ирокезката лига. Въоръжени превъзходно с огнестрелни оръжия от холандците в долината на Хъдсън, ирокезите предприемат мащабна военна офанзива, за да получат контрол над търговията с кожи. Първа тяхна жертва стават венро. През 1645 г. ирокезите подписват мир с французите и със серия от атаки принуждават алгонкин и монтанаите да отстъпят на изток като по този начин изолират хуроните от техните основни доставчици. До зимата на 1648 – 1649 г. хуроните са разгромени. Много от тях успяват да се спасят при тиононтатите, но ирокезите ги притискат и там. През декември 1649 г. тиононтатите също са победени. Около 1000 тиононтати и хурони успяват да се спасят и прекарват зимата на остров Макинак. Ирокезите обаче не ги оставят на мира и в крайна сметка двете племена са принудени да бягат далеч на запад. Първоначално се установяват на Грийн Бей в Уисконсин, където след 1652 г. се обединяват и стават известни като племето виандот. С преместването им на запад съдбата им завинаги се свързва с алгонкините от Големите езера и с французите. Французите продължават да наричат обединеното племе хурон, въпреки че повечето от тях са тиононтати. В следващите около 200 години, вече като виандот те ще играят важна роля в историята на региона на Големите езера. В началото на 21 век потомците на тиононтатите са част от около 10 000 членове на племето виандот.